# 梨木樹邨
梨木樹邨（英語：Lei Muk Shue Estate）是香港的公共屋邨，位於新界荃灣區東北部上葵涌和宜合道，遠離荃灣市中心。梨木樹邨分為梨木樹（一）邨、梨木樹（二）邨以及梨木樹邨，三條邨合共有19座樓宇，總人口約27,400人，按人口及單位數目計算是現時荃灣區最大公共屋邨。除了屬於梨木樹（二）邨的第1至6座、榕樹樓及柏樹樓由房屋署直接管理外，其餘樓宇均由創毅物業服務顧問有限公司負責屋邨物業管理。

## 歷史
第一代
首代梨木樹邨共有14座大廈，分為兩期：第一期為第7至14座，第二期則為第1至6座；所有單位皆有獨立廚廁。
第7至14座在1970年11月21日開始陸續落成啟用，屬政府廉租屋，每座有4部升降機，每部升降機分別只停地下及中、高其中兩層，第10座因只有七層高故不設升降機。
第1至6座1973年動工，並於1975年6月1日啟用，第2、3及5座的升降機可直達大部份層數，第1座只有十層、第4座只有七層、而第6座只有九層及與第七座相連（而第6座是全港僅有與新型政府廉租屋大廈相連的第七型大廈），故不設升降機（現在第1、4及6座現已加建升降機）。該等樓宇主要用作安置長沙灣A、C兩個臨時房屋區的居民。
在1973年，梨木樹邨報案中心成立，並由當年荃灣鄉事委員會主席陳浦芳開幕主持剪綵。
第二代
由1979年第一季起，香港地鐵（現港鐵）荃灣綫動工，部份位於荃灣市區內的鄉村，如三棟屋村、木棉下村、西樓角村，以及山邊木屋區需要清拆，把所得土地用以興建鐵路車廠。所以香港房屋委員會在梨木樹邨內空地，加建了三座樓宇，起初稱為第15、16及17座，及後改稱榕樹樓、柏樹樓及竹樹樓，並於1980年2月12日落成入伙，以安置受影響住戶，是為第二代。
及至1985年，葵青與荃灣劃分成兩個區，梨木樹邨位處和宜合道以西，所以梨木樹邨屬於荃灣區議會，但時至今日，很多機構及市民仍誤以為梨木樹邨是葵青區公屋。
重建
1980年代中期，揭發問題公屋的結構問題，梨木樹邨第一期的七座樓宇，雖然不在26座問題公屋醜聞名單之中，但其中第七座及第十一座結構亦發現有問題，需要清空兩層（12、13樓）安裝鋼架加固，以防倒塌。
直至1990年代中期，香港房屋委員會開始「整體重建計劃」，而梨木樹邨的重建工程亦於1995年6月展開，將7至第14座分期逐步拆卸，而新建的和諧式樓宇於1996年-2005年8月期間陸續入伙。
第一代舊樓在1995年6月起逐步清拆，其中最早清拆的第7及8座，原址重建成為松樹樓及葵樹樓，於1996年8月22日落成啟用；而由於屬第七型的第6座與第7座相連，而且沒有獨立升降機，此項重建計劃亦包括為保留的第6座加裝升降機塔，其工程為將每層之32室單位遷出，改為電梯大堂，而在大廈外加建升降機塔連接，而32室單位居民與7及8座居民均獲安置往毗鄰的葵涌安蔭邨。第13及14座原址亦於1996年9月開始重建，成為楊樹樓、桃樹樓及楓樹樓三座樓宇，於1999年11月16日起入伙，接收受同邨第9座至第12座，以及青安、青欣及啟樂臨時房屋區清拆重建計劃影響的住戶，剩餘小部份單位分配予公屋輪候冊人士。工程承辦商均為新福港營造有限公司。
而第9至12座原址，則於2000年3月31日永久封閉，次年清拆，及後於2002年1月1日重建為榮樹樓、翠樹樓、樂樹樓、健樹樓及康樹樓五座樓宇（梨木樹邨第三、四期），以及梨木樹商場，由林陳簡建築師有限公司設計、協興建築和中國建築國際承建，已於2005年3月10日落成入伙。
現時，首代舊樓只剩下第1至6座，位於邨中較高位置。

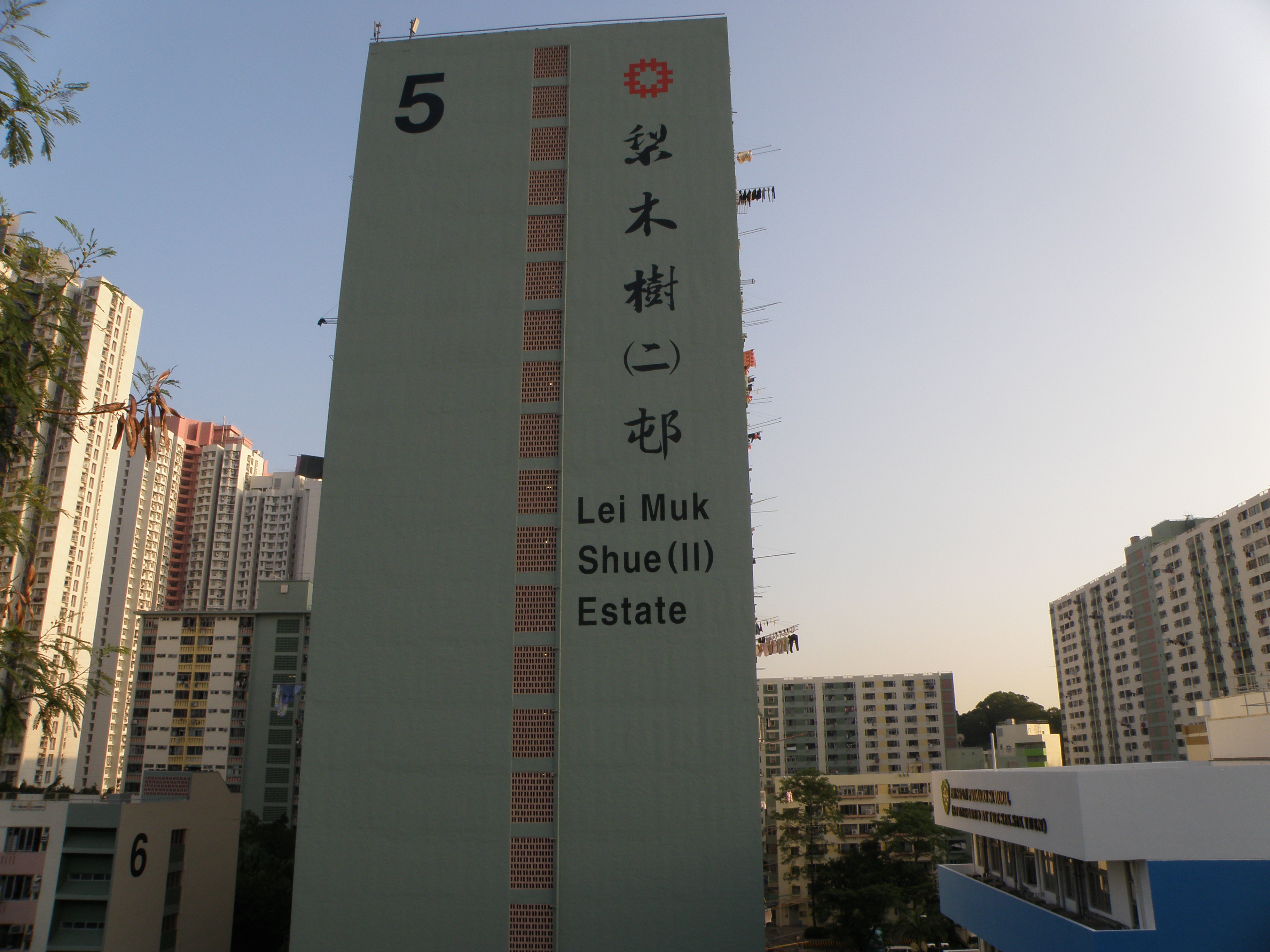
梨木樹（二）邨（2014年9月）

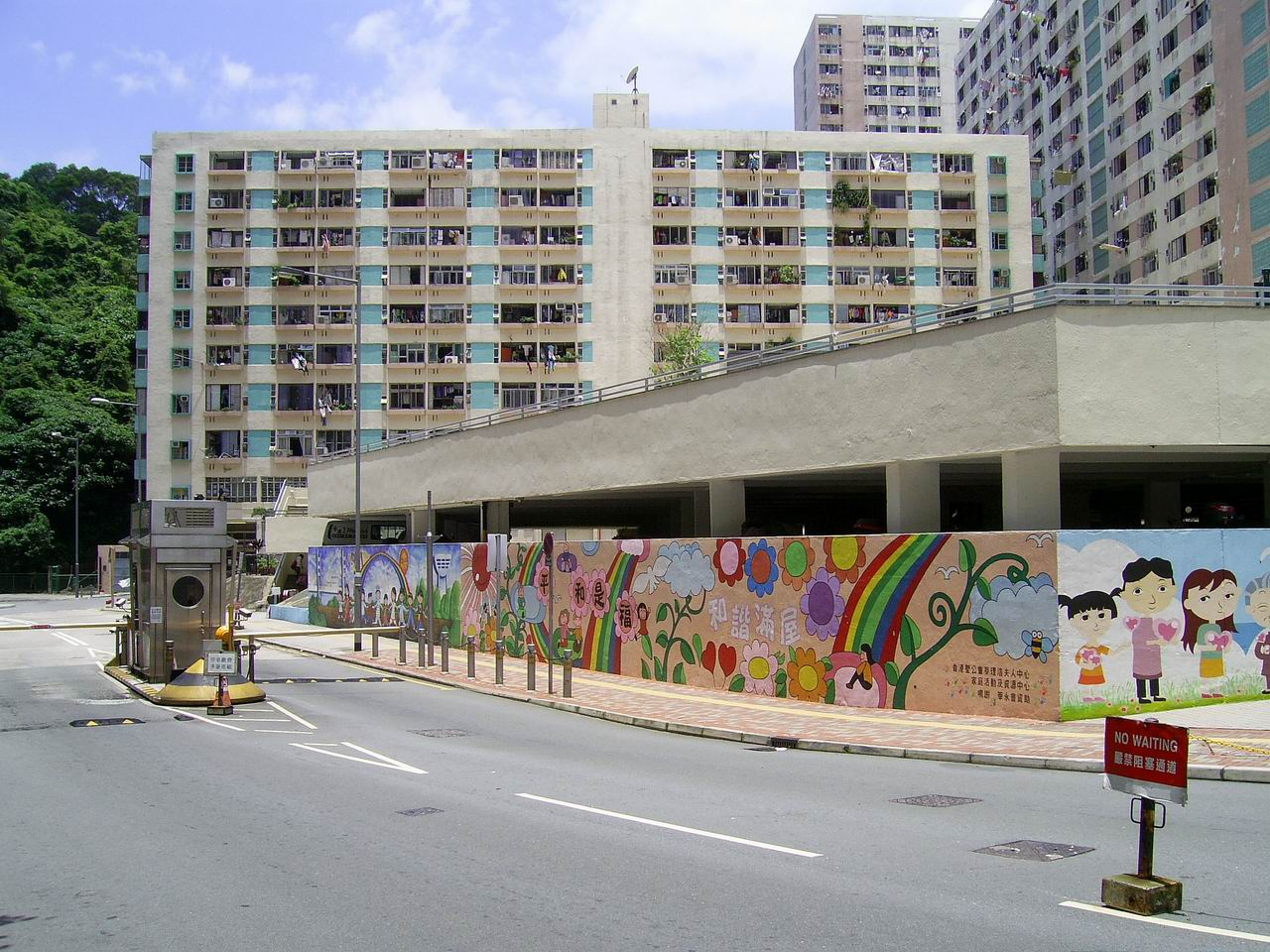
梨木樹（二）邨第1座（2008年7月）

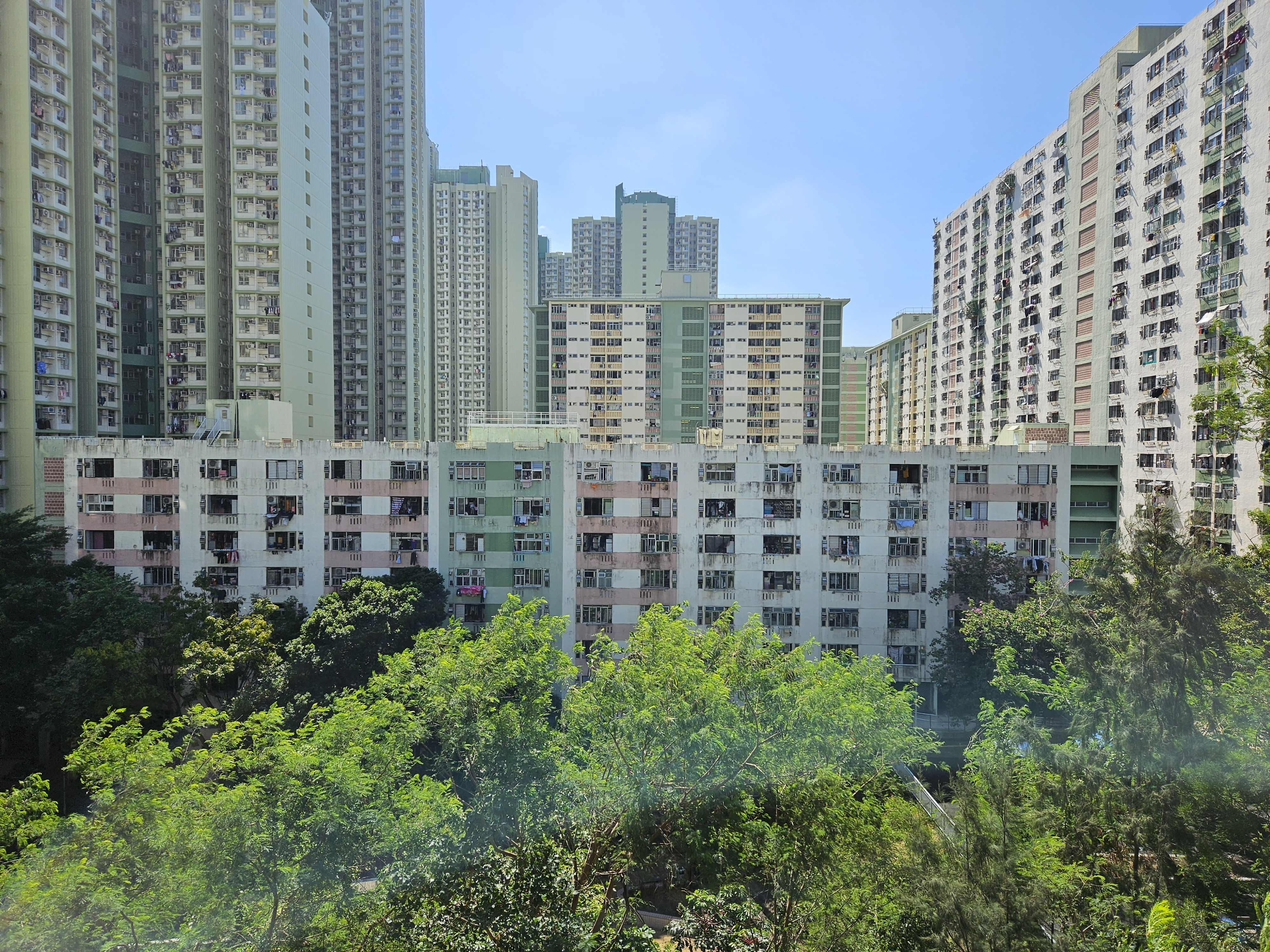
梨木樹（二）邨第6座（2023年11月）

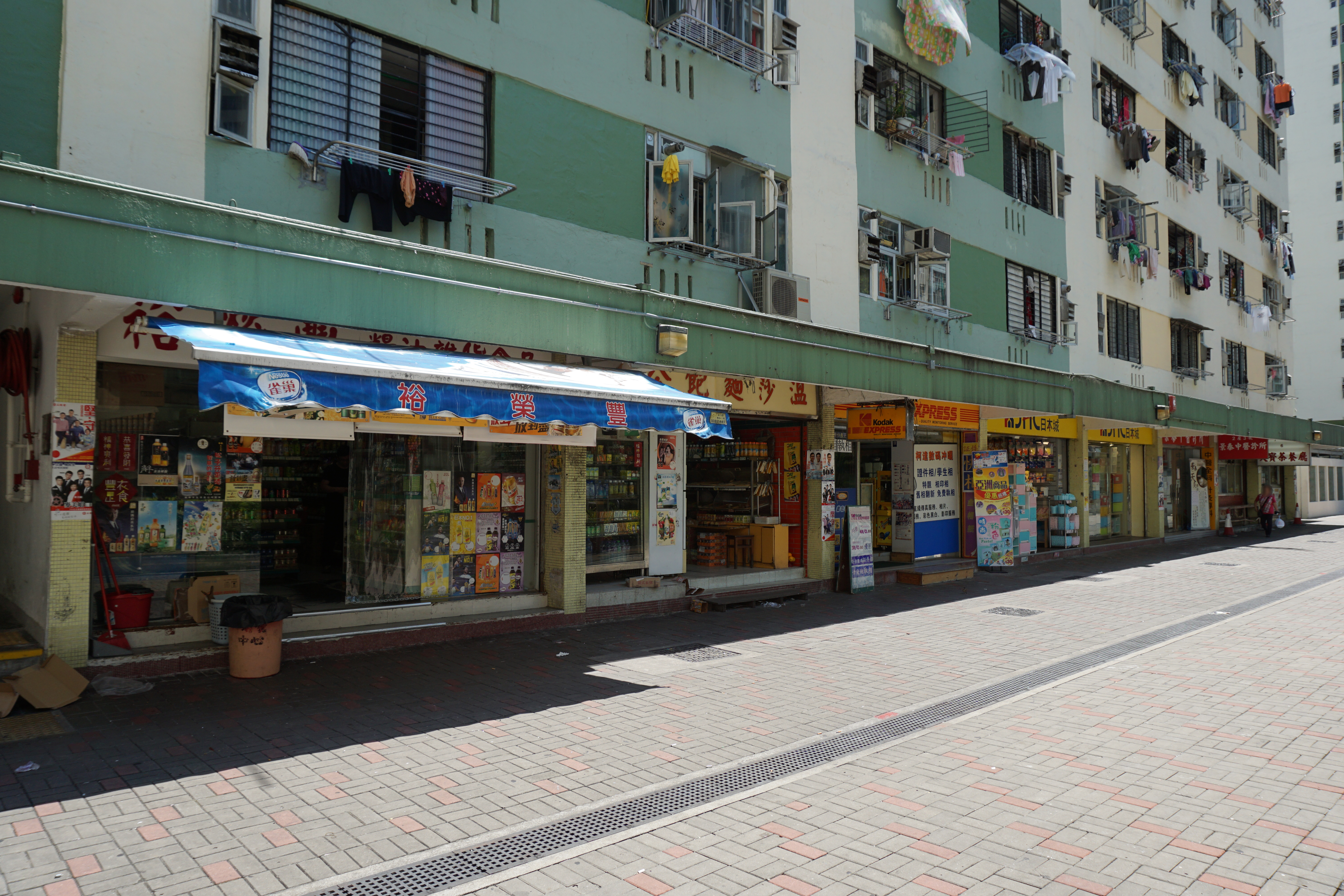
梨木樹邨第2座商店

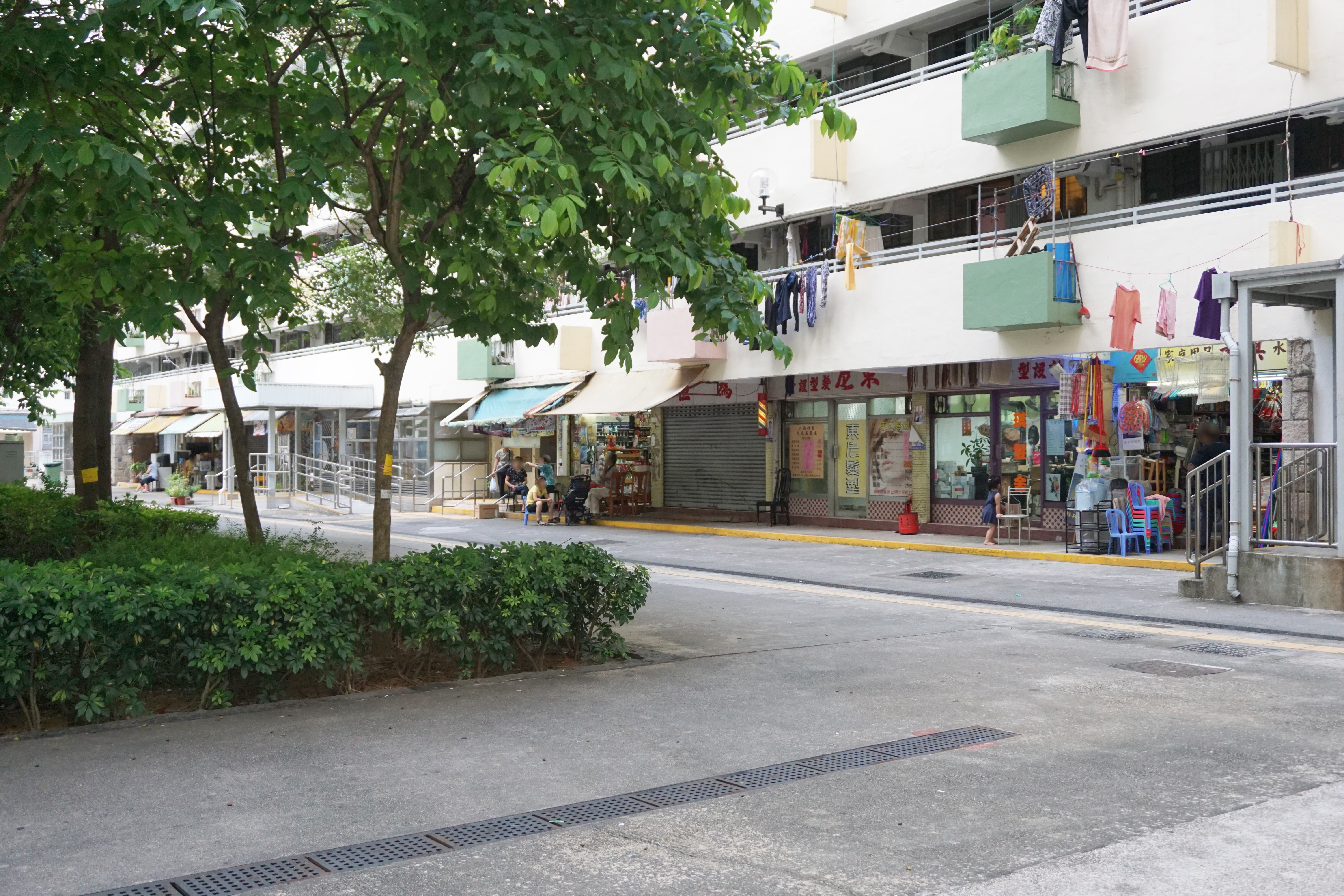
梨木樹第4座商店

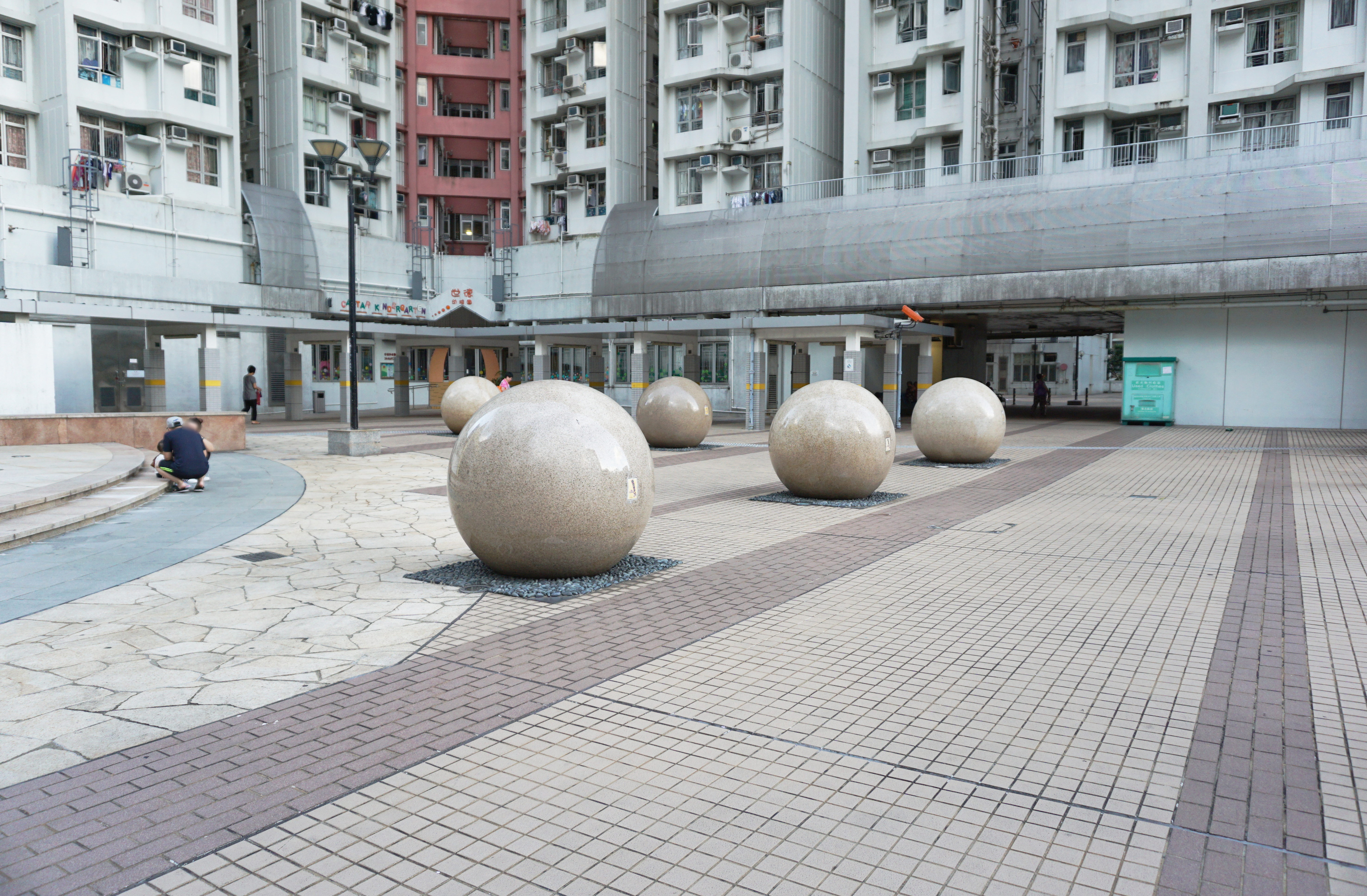
梨木樹商場龍珠廣場

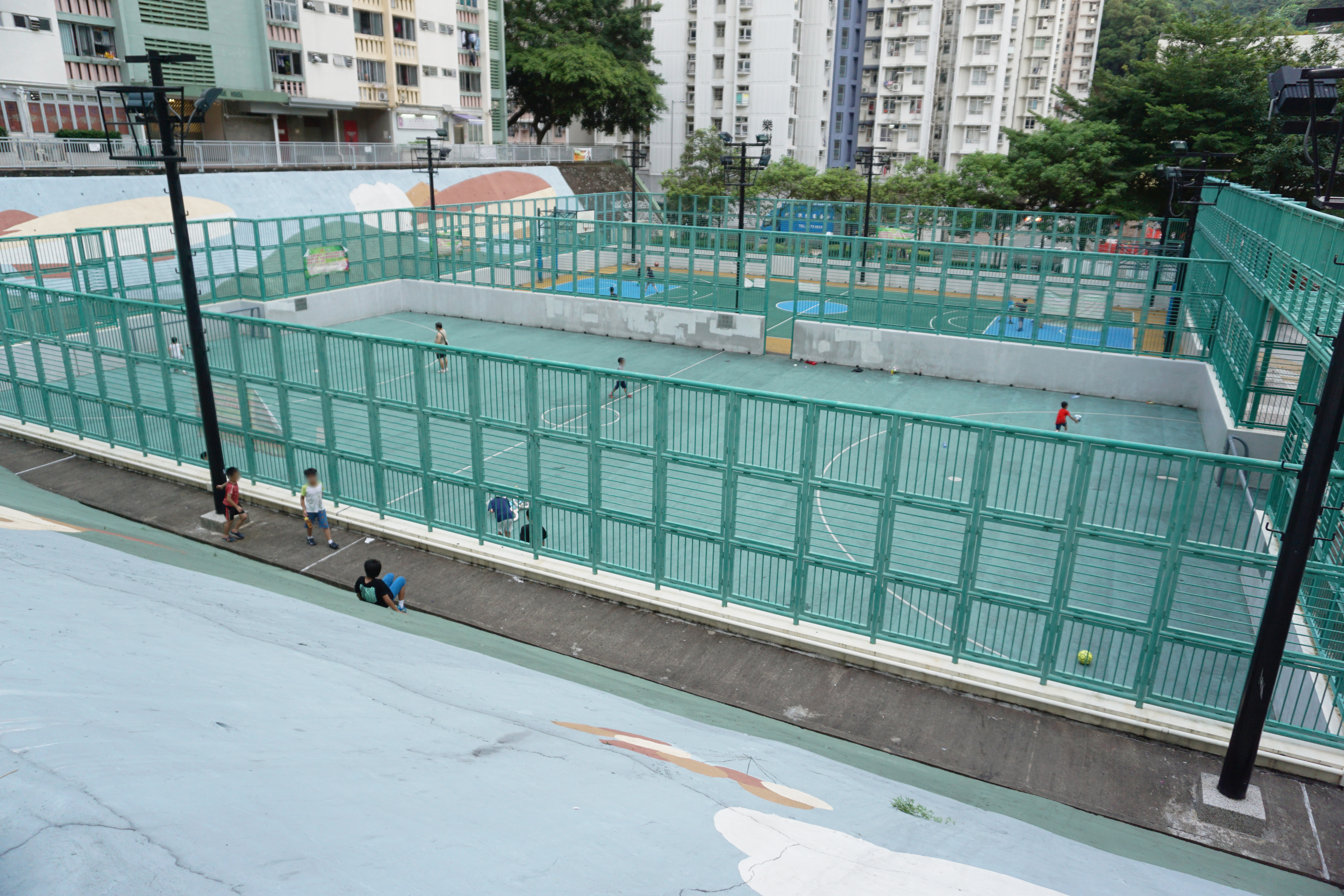
足球及籃球場

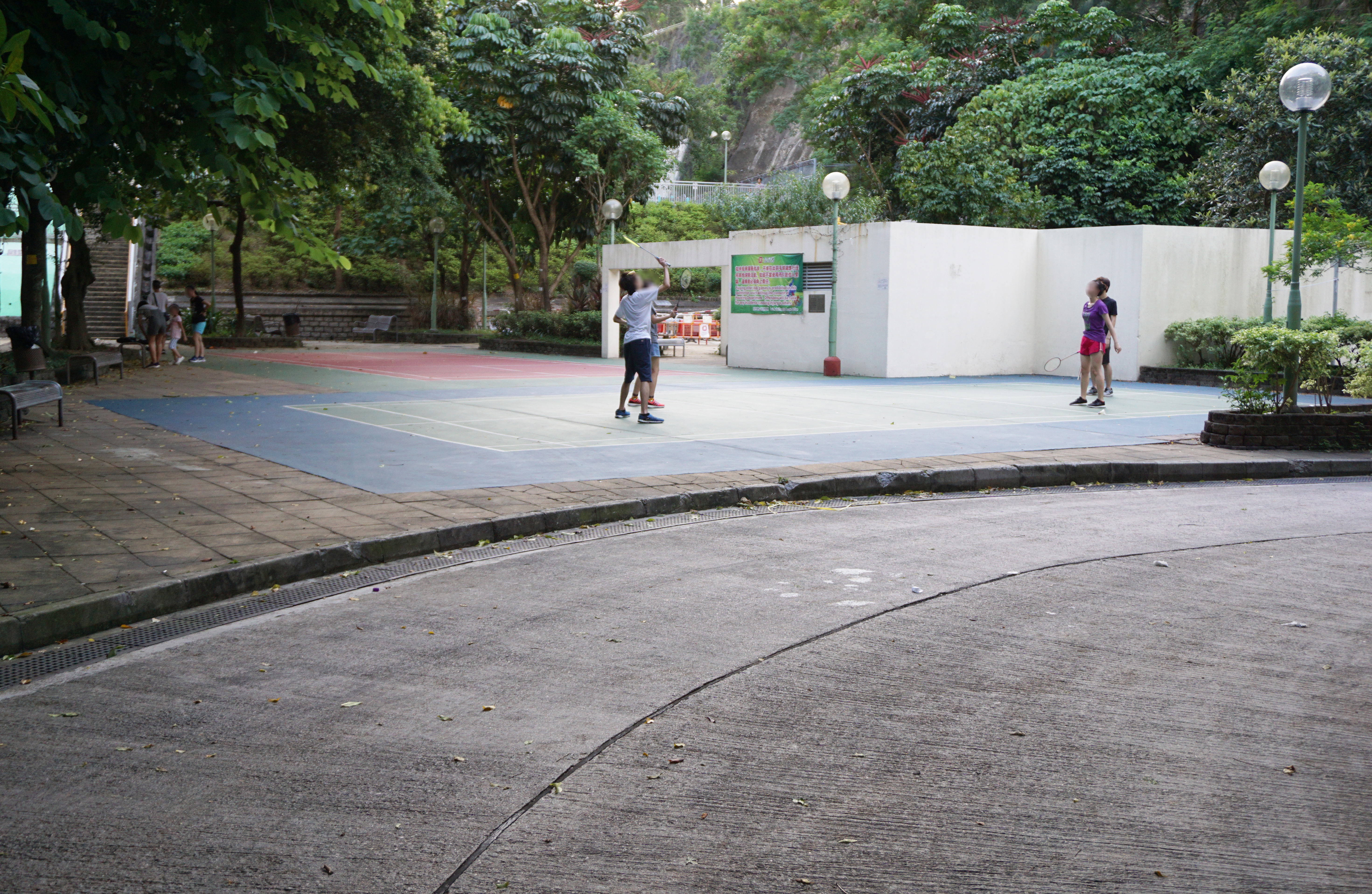
羽毛球場

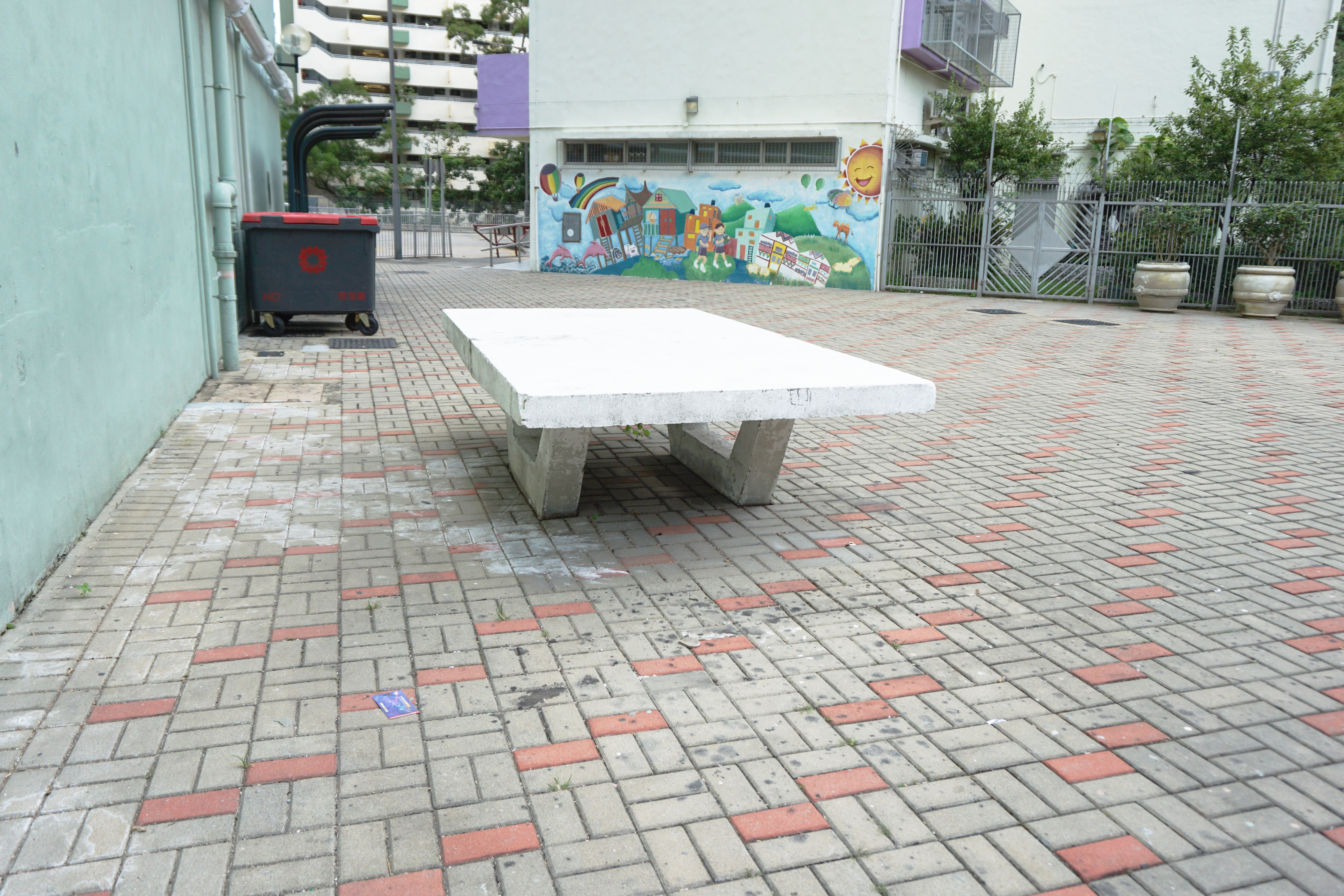
乒乓球枱

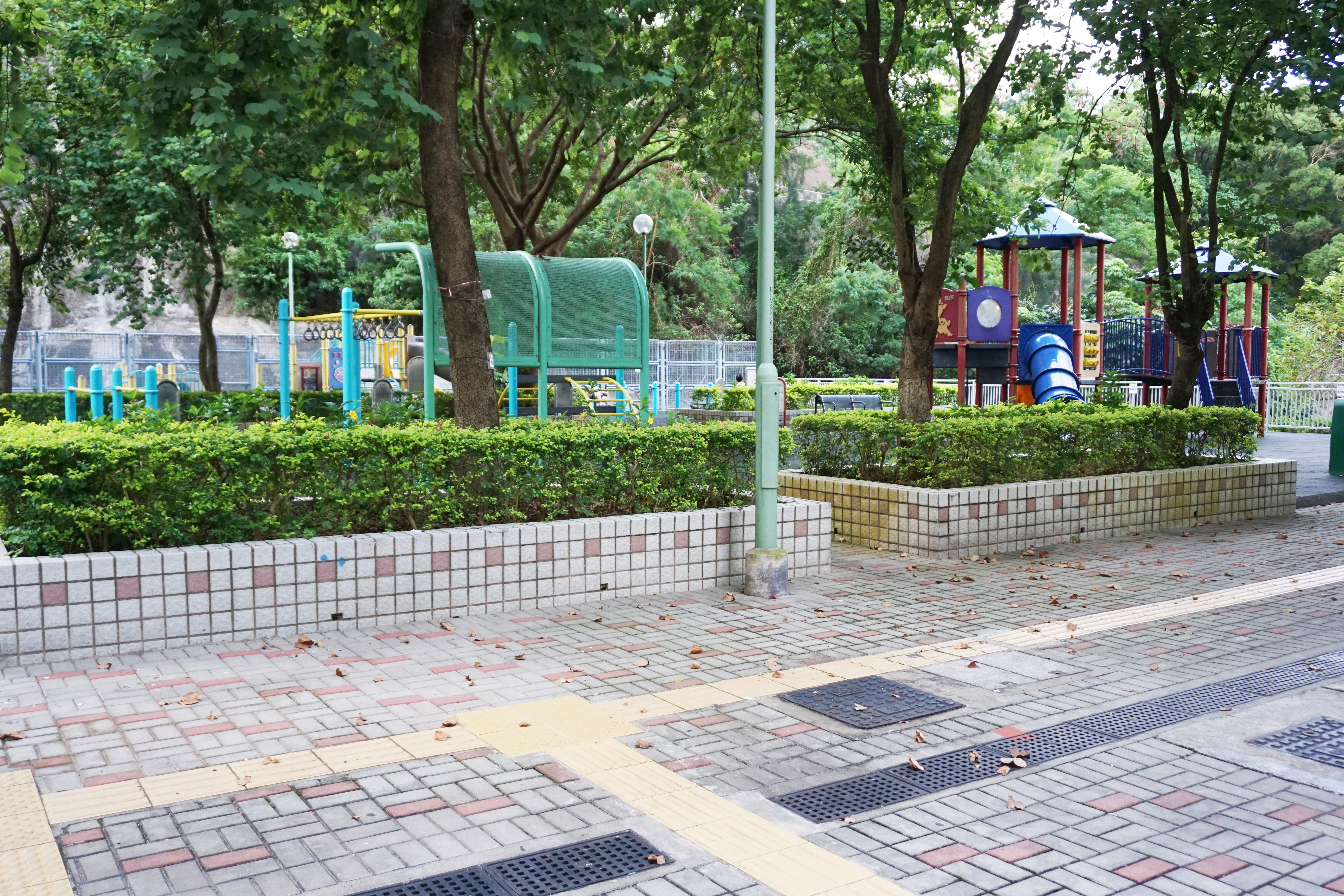
兒童遊樂場及健體區

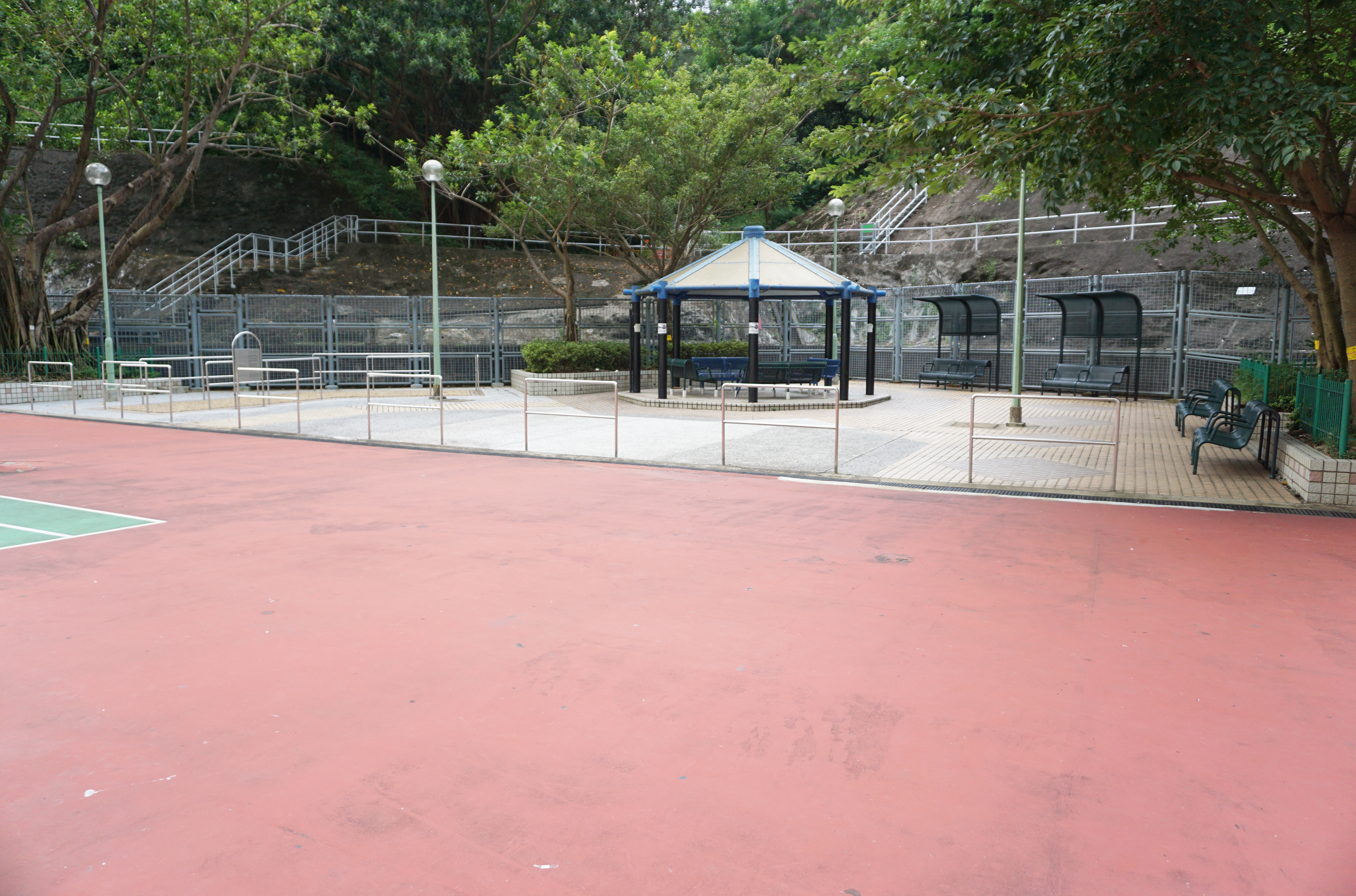
卵石路步行徑、涼亭及休憩區

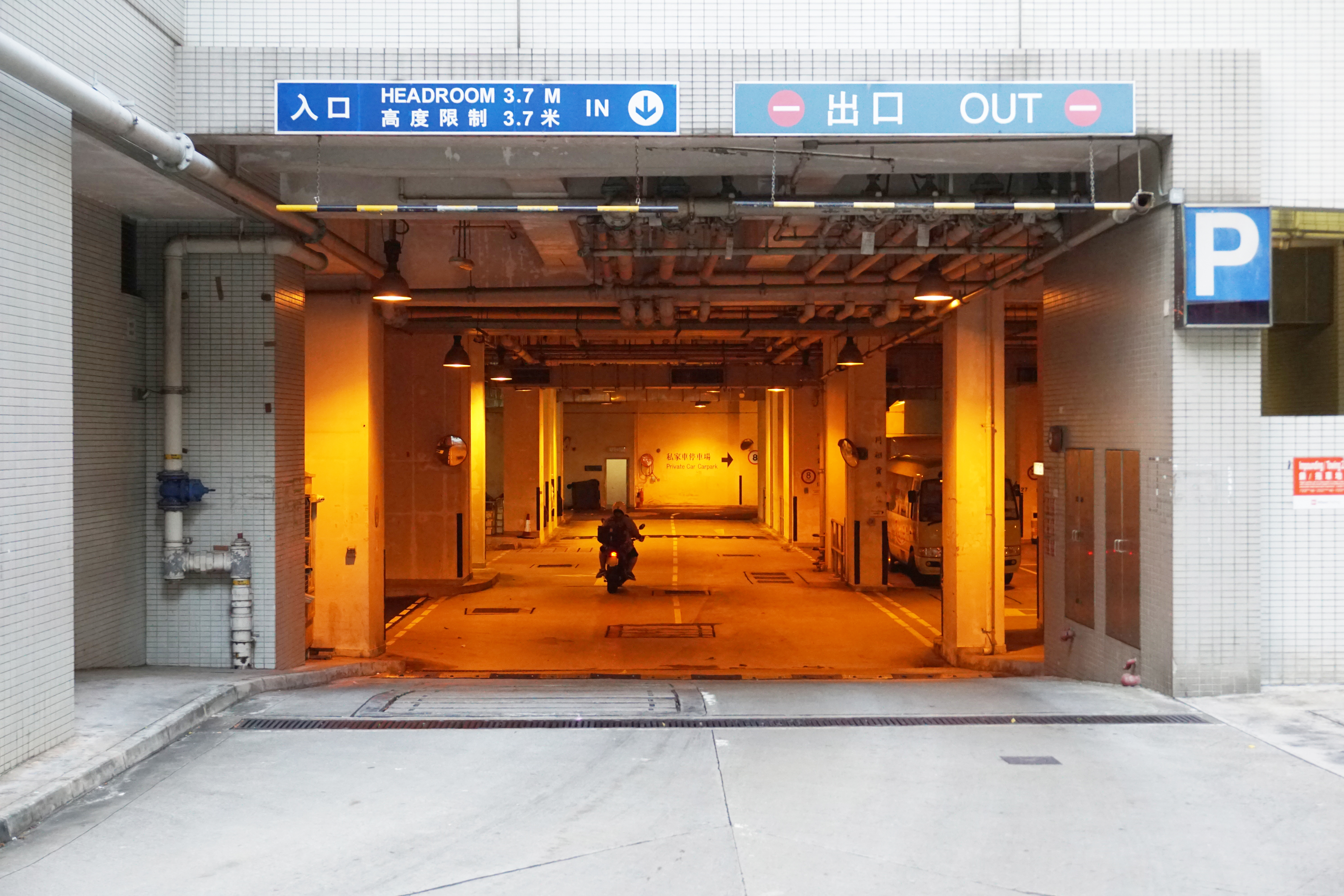
停車場

舊梨木樹商場及舊巴士總站，拆卸後改建為五人足球場及籃球場。
2012年11月29日，五人足球場及籃球場旁升降機啟用，使第1至5座較高的住戶不用行樓梯、行斜道便可以到達，為住戶來住梨木樹商場提供一個便捷的方法。
有蓋行人道

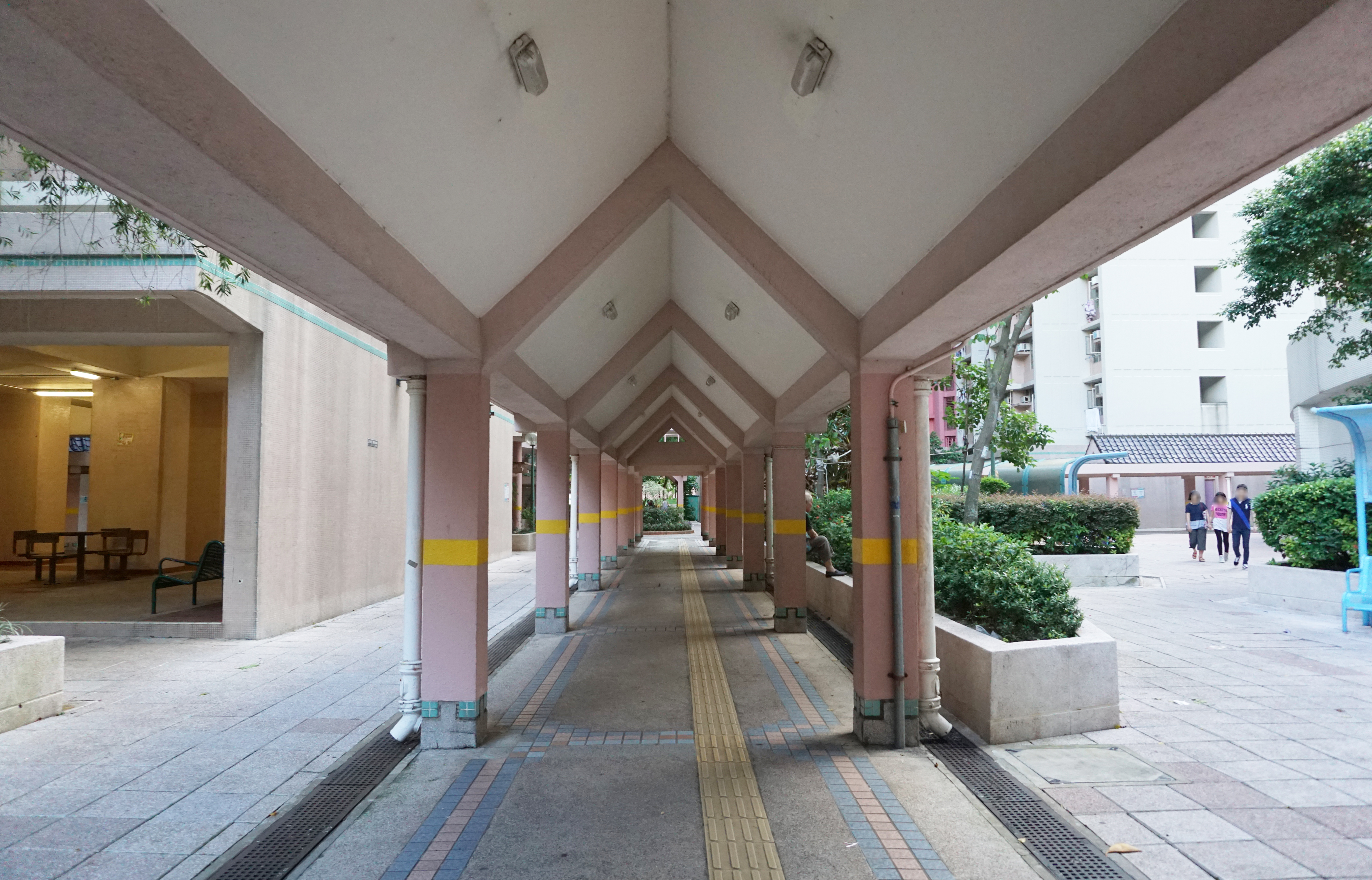
尖頂拱設計的有蓋行人道
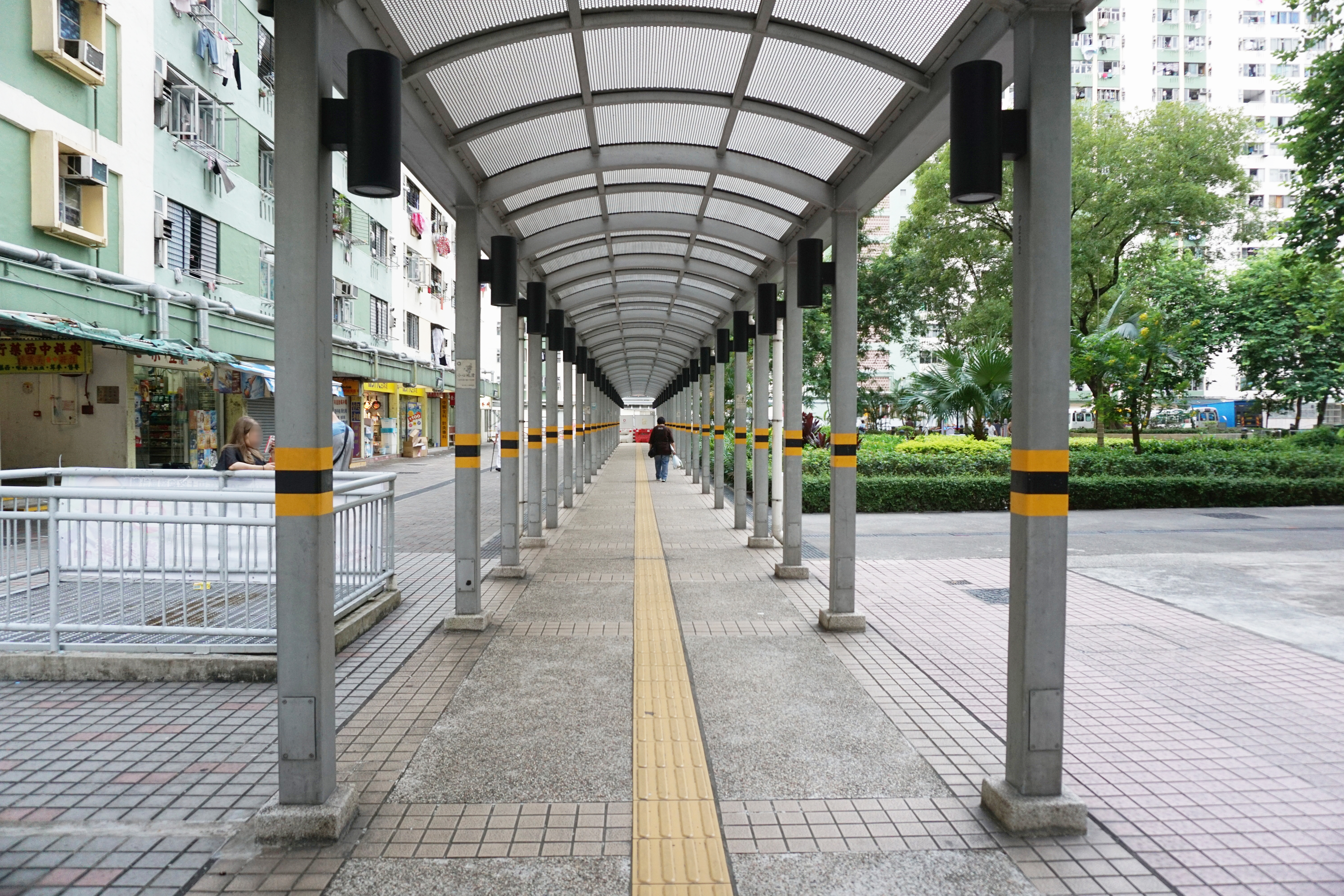
圓拱頂設計的有蓋行人道
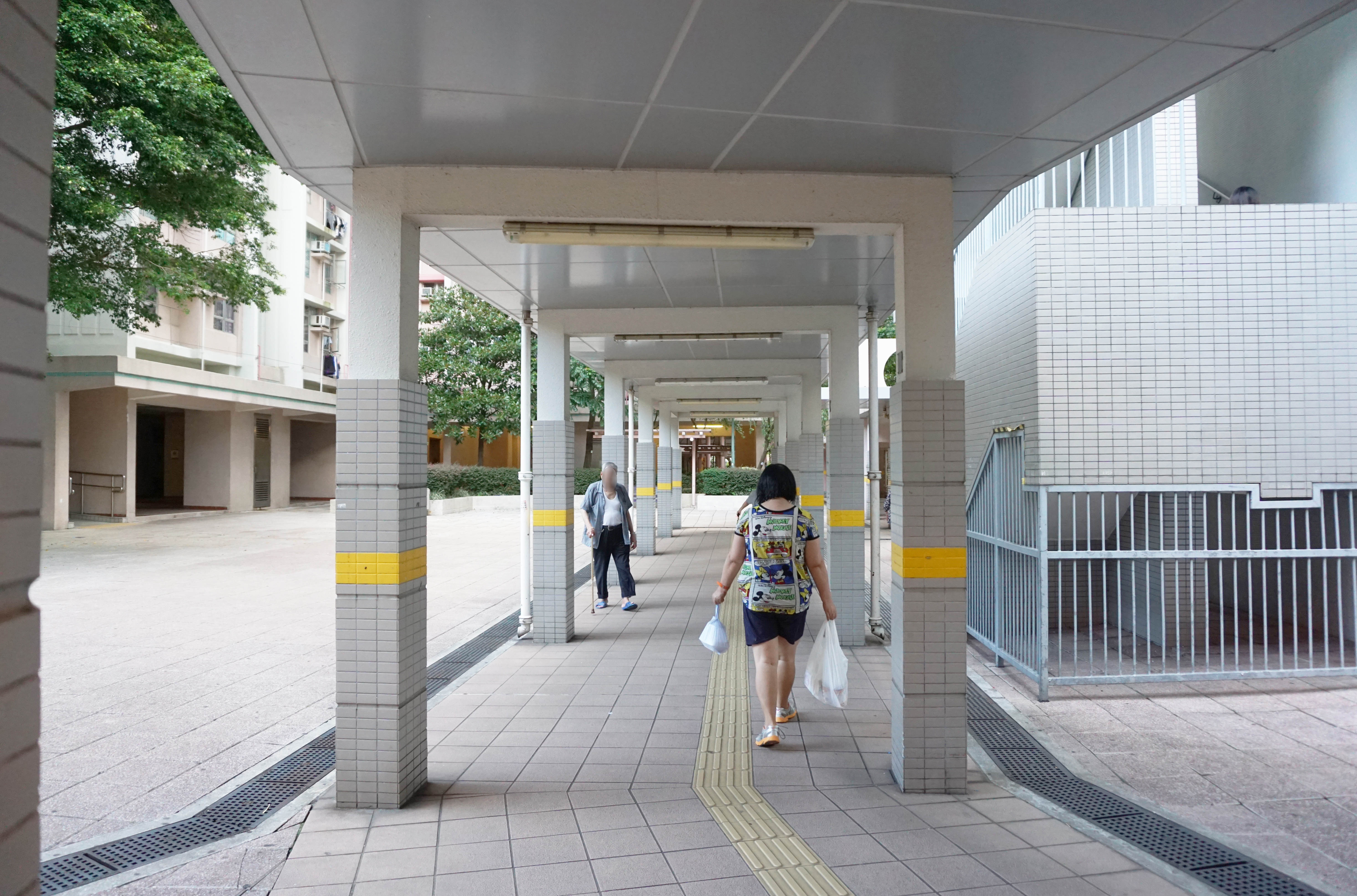
平頂設計的有蓋行人道

## 屋邨資料

### 現存樓宇
| 邨屬                                                                            | 樓宇名稱（座號）  | 樓宇類型                                              | 落成年份 | 住宅層數              | 每層伙數                   | 每座單位總數（伙） | 建築師               | 承建商                                               | 提供升降機的廠商 （更新前）    | 提供升降機的廠商 （更新後） |
| ------------------------------------------------------------------------------- | ----------------- | ----------------------------------------------------- | -------- | --------------------- | -------------------------- | ------------------ | -------------------- | ---------------------------------------------------- | ------------------------------ | --------------------------- |
| 梨木樹（一）邨                                                                  | 楊樹樓（第7座）   | 和諧一型第十款 （第三代半）                           | 1999年   | 40                    | 18                         | 719                | 房屋署建築師         | 新福港                                               | 英國通用電氣-捷運 QVF2（VVVF） | （不適用）                  |
| 梨木樹（一）邨                                                                  | 桃樹樓（第8座）   | 和諧一型第六款 （第三代半）                           | 1999年   | 40                    | 20                         | 799                | 房屋署建築師         | 新福港                                               | 英國通用電氣-捷運 QVF2（VVVF） | （不適用）                  |
| 梨木樹（一）邨                                                                  | 楓樹樓（第9座）   | 和諧一型第六款 （第三代半）                           | 1999年   | 40                    | 20                         | 799                | 房屋署建築師         | 新福港                                               | 英國通用電氣-捷運 QVF2（VVVF） | （不適用）                  |
| 梨木樹（二）邨                                                                  | #第1座            | 舊長型 （第七型徙置大廈）                             | 1975年   | 8                     | 11                         | 88                 | 工務司署建築師       | 有成建築                                             | （不適用）                     | 三菱 Elenessa (VVVF)        |
| 梨木樹（二）邨                                                                  | #第2座            | 舊長型 （第七型徙置大廈）                             | 1975年   | 17                    | 44                         | 575                | 工務司署建築師       | 有成建築                                             | 日立DB/A2（AC/2）              | 日立VFI（VVVF）             |
| 梨木樹（二）邨                                                                  | #第3座            | 舊長型 （第七型徙置大廈）                             | 1975年   | 21                    | 40                         | 840                | 工務司署建築師       | 有成建築                                             | 日立DB/A2（AC/2）              | 日立VFI（VVVF）             |
| 梨木樹（二）邨                                                                  | #第4座            | 舊長型 （第七型徙置大廈）                             | 1975年   | 6                     | 12                         | 72                 | 工務司署建築師       | 有成建築                                             | （不適用）                     | 三菱 Elenessa（VVVF）       |
| 梨木樹（二）邨                                                                  | #第5座            | 舊長型 （第七型徙置大廈）                             | 1975年   | 21                    | 40                         | 833                | 工務司署建築師       | 有成建築                                             | 日立DB/A2（AC/2）              | 日立VFI（VVVF）             |
| 梨木樹（二）邨                                                                  | #第6座            | 舊長型 （第七型徙置大廈）                             | 1975年   | 9                     | 29                         | 217                | 工務司署建築師       | 有成建築                                             | （不適用）                     | GoldstarLVP-II（VVVF）      |
| 梨木樹（二）邨                                                                  | 松樹樓（第1座）   | 和諧一型第十款 （第三代）                             | 1996年   | 27                    | 18                         | 485                | 房屋署建築師         | 新福港                                               | 富士達ELISIO（VVVF）           | （不適用）                  |
| 梨木樹（二）邨                                                                  | 葵樹樓（第2座）   | 單方向設計大廈 （和諧式單位設計）                     | 1996年   | 26                    | 16（1-20樓） 15（21-26樓） | 410                | 房屋署建築師         | 新福港                                               | 富士達ELISIO（VVVF）           | （不適用）                  |
| 梨木樹（二）邨                                                                  | #榕樹樓（第15座） | 舊長型 （中央走廊式，連接C，縮短版本）                | 1980年   | 15                    | 16                         | 240                | 房屋署建築師         | James Woo Construction Ltd. （爛尾後由德信建築續建） | 迅達Dynatron（AC/2）           | 蒂森克虜伯（VVVF）          |
| 梨木樹（二）邨                                                                  | #柏樹樓（第16座） | 舊長型 （中央走廊式，連接C，縮短版本）                | 1980年   | 15                    | 16                         | 240                | 房屋署建築師         | James Woo Construction Ltd. （爛尾後由德信建築續建） | 迅達Dynatron（AC/2）           | 蒂森克虜伯（VVVF）          |
| 梨木樹（二）邨                                                                  | 竹樹樓（第17座）  | 舊長型 （中央走廊式，連接C，縮短版本）                | 1980年   | 15                    | 16                         | 240                | 房屋署建築師         | James Woo Construction Ltd. （爛尾後由德信建築續建） | 迅達Dynatron（AC/2）           | 蒂森克虜伯（VVVF）          |
| 梨木樹邨                                                                        | 樂樹樓（第3座）   | 新和諧一型第六款                                      | 2005年   | 40                    | 20                         | 799                | 林陳簡建築師有限公司 | 協興建築、中國建築                                   | 富士達 AC-GL（VVVF）           | （不適用）                  |
| 梨木樹邨                                                                        | 健樹樓（第4座）   | 新和諧一型第六款                                      | 2005年   | 40                    | 20                         | 799                | 林陳簡建築師有限公司 | 協興建築、中國建築                                   | 富士達 AC-GL（VVVF）           | （不適用）                  |
| 梨木樹邨                                                                        | 翠樹樓（第5座）   | 新和諧一型第三款 連新和諧附翼五型                     | 2005年   | 40（主樓） 36（附翼） | 20（主樓） 31（連附翼）    | 1,195              | 林陳簡建築師有限公司 | 協興建築、中國建築                                   | 蒂森克虜伯（VVVF）             | （不適用）                  |
| 梨木樹邨                                                                        | 榮樹樓（第6座）   | 新和諧一型第三款                                      | 2005年   | 40                    | 20                         | 799                | 林陳簡建築師有限公司 | 協興建築、中國建築                                   | 蒂森克虜伯（VVVF）             | （不適用）                  |
| 梨木樹邨                                                                        | 康樹樓（第10座）  | 小型單位大廈 （新和諧附翼五型單位連新和諧式家庭單位） | 2005年   | 16                    | 20                         | 320                | 林陳簡建築師有限公司 | 協興建築、中國建築                                   | 富士達 AC-GL（VVVF)            | （不適用）                  |
| 註︰有「#」為香港房屋委員會管理；其餘樓宇則外判予創毅物業服務顧問有限公司管理。 |                   |                                                       |          |                       |                            |                    |                      |                                                      |                                |                             |

### 歷代樓宇
| 重建前的梨木樹邨 | 重建前的梨木樹邨 | 重建前的梨木樹邨 | 重建前的梨木樹邨 | 重建前的梨木樹邨 | 重建前的梨木樹邨 | 重建前的梨木樹邨 | 重建前的梨木樹邨 | 重建前的梨木樹邨                  | 重建前的梨木樹邨                  |
| 樓宇座號         | 樓宇類型         | 單位伙數         | 原屬             | 層數             | 落成年份         | 拆卸年份         | 承建商           | 重建後原地所屬的樓宇／建築        | 安置屋邨                          |
| ---------------- | ---------------- | ---------------- | ---------------- | ---------------- | ---------------- | ---------------- | ---------------- | --------------------------------- | --------------------------------- |
| 第7座            | 新型廉租大廈     | 1014             | 梨木樹（一）邨   | 20               | 1972年           | 1995年           | 德榮建築         | 松樹樓 樂樹樓                     | 安蔭邨 石籬邨                     |
| 第8座            | 新型廉租大廈     | 760              | 梨木樹（一）邨   | 20               | 1971年           | 1995年           | 德榮建築         | 葵樹樓                            | 安蔭邨 石籬邨                     |
| 第9座            | 新型廉租大廈     | 512              | 梨木樹（一）邨   | 15               | 1972年           | 2001年           | 德榮建築         | 健樹樓 康樹樓 社區會堂            | （同一屋邨） 楊樹樓 桃樹樓 楓樹樓 |
| 第10座           | 新型廉租大廈     | 175              | 梨木樹（一）邨   | 7                | 1971年           | 2001年           | 德榮建築         | 榮樹樓 翠樹樓 梨木樹商場 巴士總站 | （同一屋邨） 楊樹樓 桃樹樓 楓樹樓 |
| 第11座           | 新型廉租大廈     | 683              | 梨木樹（一）邨   | 20               | 1971年           | 2001年           | 德榮建築         | 榮樹樓 翠樹樓 梨木樹商場 巴士總站 | （同一屋邨） 楊樹樓 桃樹樓 楓樹樓 |
| 第12座           | 新型廉租大廈     | 778              | 梨木樹（一）邨   | 20               | 1971年           | 2001年           | 德榮建築         | 榮樹樓 翠樹樓 梨木樹商場 巴士總站 | （同一屋邨） 楊樹樓 桃樹樓 楓樹樓 |
| 第13座           | 新型廉租大廈     | 768              | 梨木樹（一）邨   | 20               | 1970年           | 1996年           | 宏昌建築         | 桃樹樓 楓樹樓                     | （同一屋邨） 松樹樓 葵樹樓        |
| 第14座           | 新型廉租大廈     | 548              | 梨木樹（一）邨   | 20               | 1970年           | 1996年           | 宏昌建築         | 楊樹樓                            | （同一屋邨） 松樹樓 葵樹樓        |
| 舊巴士站及上蓋   | 不適用           | 不適用           | 梨木樹（二）邨   | 2                | 1977年           | 2006年           | 有成建築         | 三人足球場及籃球場                | 不適用                            |
| 大牌檔           | 不適用           | 12               | 梨木樹（二）邨   | 1                | 1975年           | 2008年           | 有成建築         | 公園                              | 不適用                            |

全邨樓宇均牽涉26座問題公屋醜聞，其混凝土強度未達高層單位20.7MPa或低層單位31MPa的標準，相關樓宇已納入整體重建計劃下重建

### 屋邨設施
飲食
第一代梨木樹邨落成時，曾經設有大牌檔（於第二座與第四座之間街市東翼）、梨木樹酒家（位於第九座旁的獨立建築）、愛麗華酒樓（早已結業及曾改名為龍騰閣海鮮酒家）、吉利市百貨公司（早已結業）及惠康超級市場（均位於舊巴士總站及其上蓋）。2004年10月底起，新梨木樹商場落成，原本的酒樓和超市已遷往該處，加上大家樂進駐商場，使大牌檔生意大減，梨木樹邨內的大牌檔及舊街市最終於2007年12月18日結業及封閉，2008年清拆，並改建為公園。
現時，梨木樹邨居民大多數到商場底層的街市買菜。此外，於第2座和第4座的街舖上購買較便宜的零食。不過，居民一直批評該邨食肆選擇少及難吃。
康樂設施
梨木樹邨鄰近荃灣城門谷公園，內裡設有球場、運動場及大量休憩設施，另亦接近位於城門郊野公園的城門水塘，內裡有大量郊遊設施及燒烤場地，可從和宜合道沿城門道或下老圍抽水站旁之柏油路直達，步程約十五分鐘。
此外，梨木樹邨亦鄰近位於葵青區的和宜合道運動場、北葵涌賽馬會泳池和和宜合道高爾夫球練習場，均由康樂及文化事務署管理，而鄰近的北葵涌公共圖書館則位於就近之北葵涌街市之上，步程廿五分鐘。

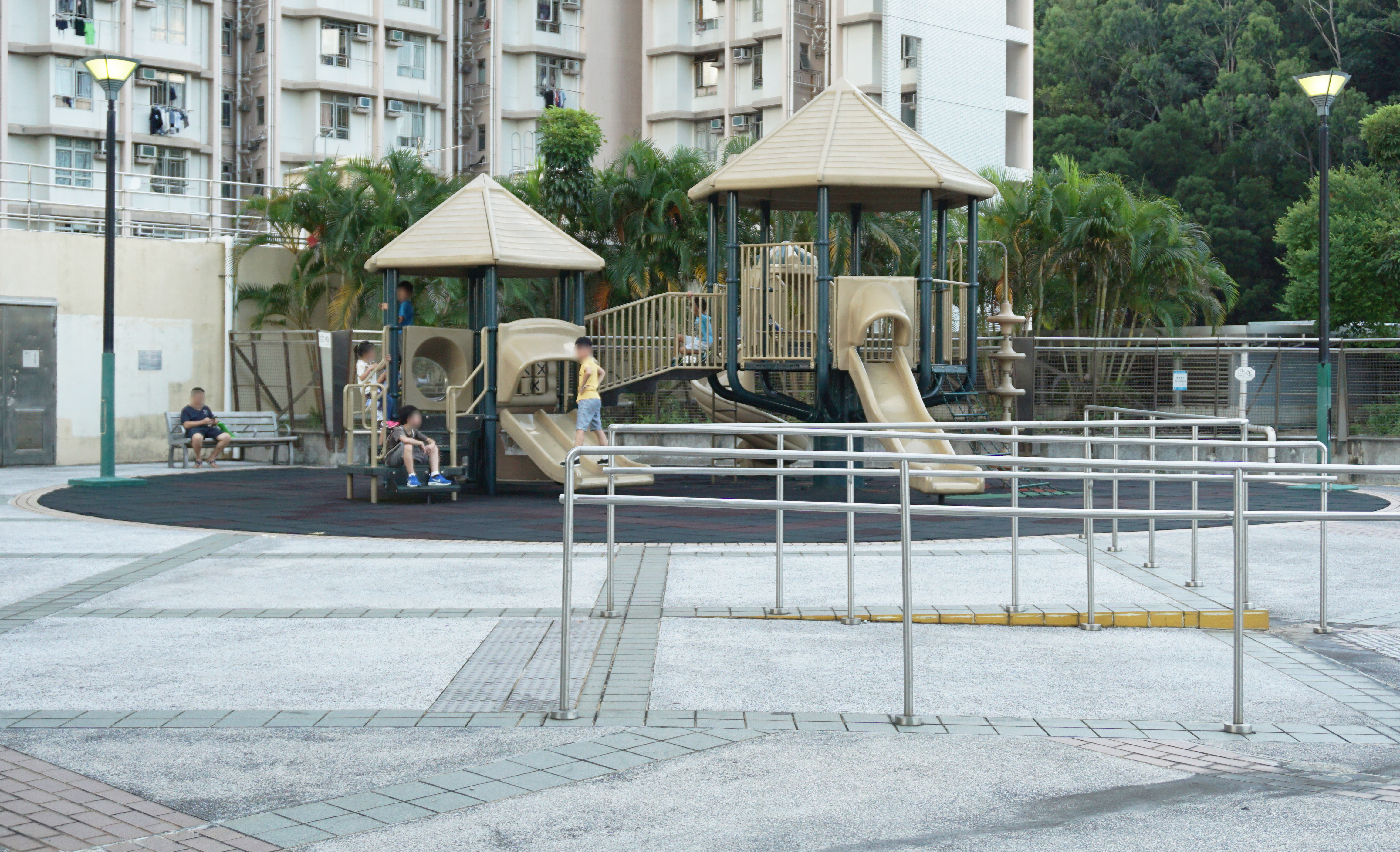
兒童遊樂場（2）
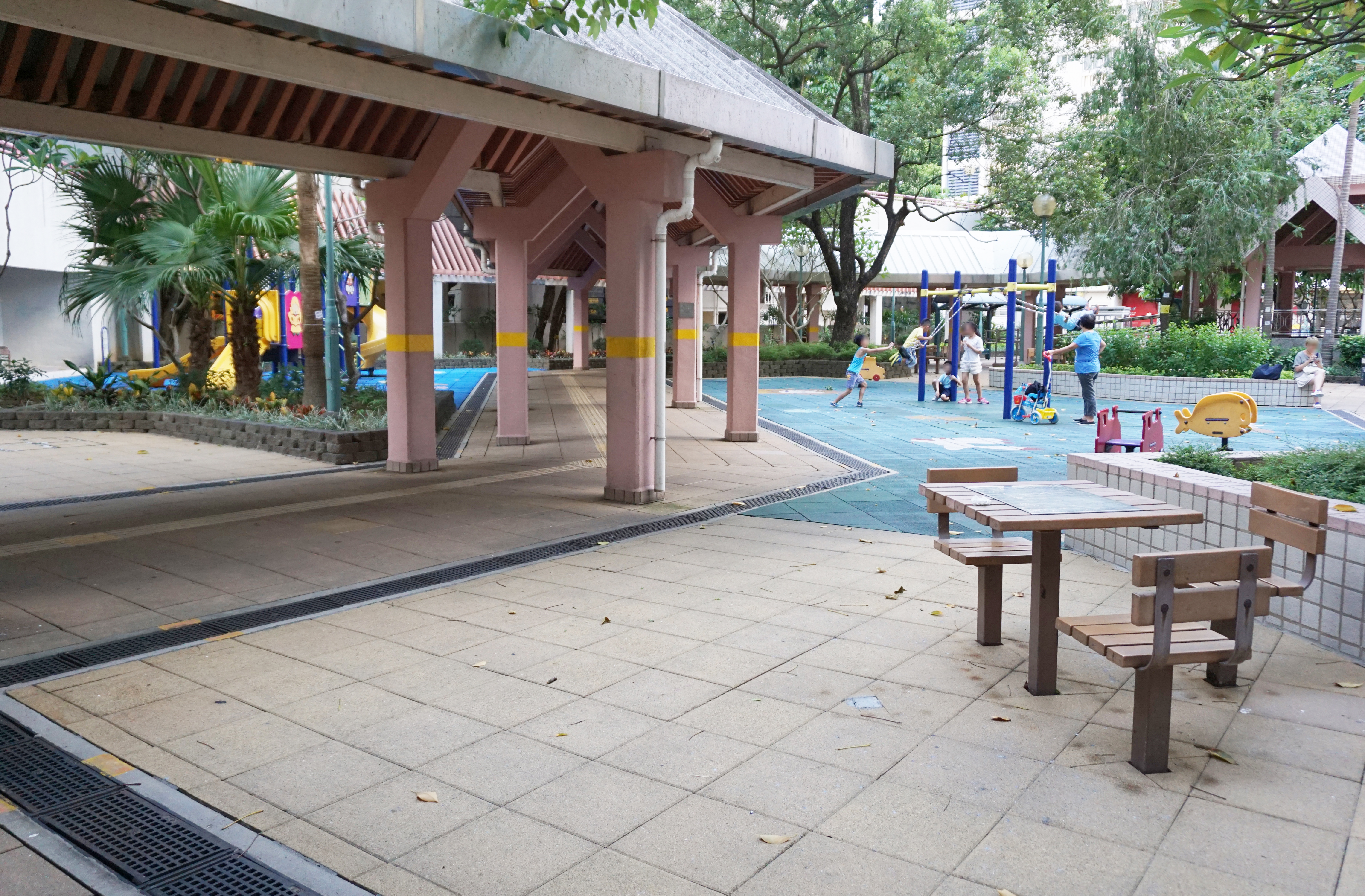
鞦韆及棋藝區
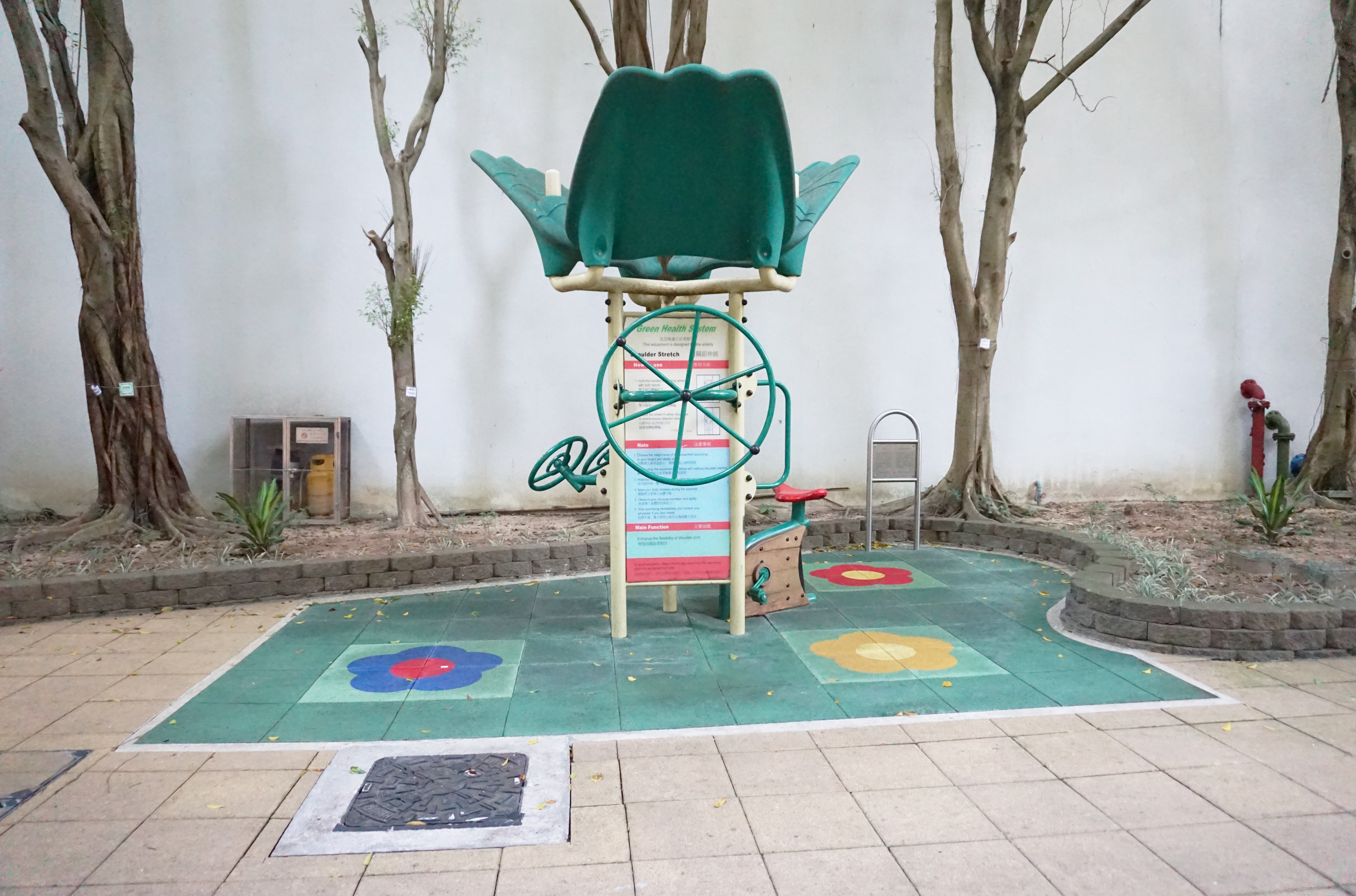
健體區（2）
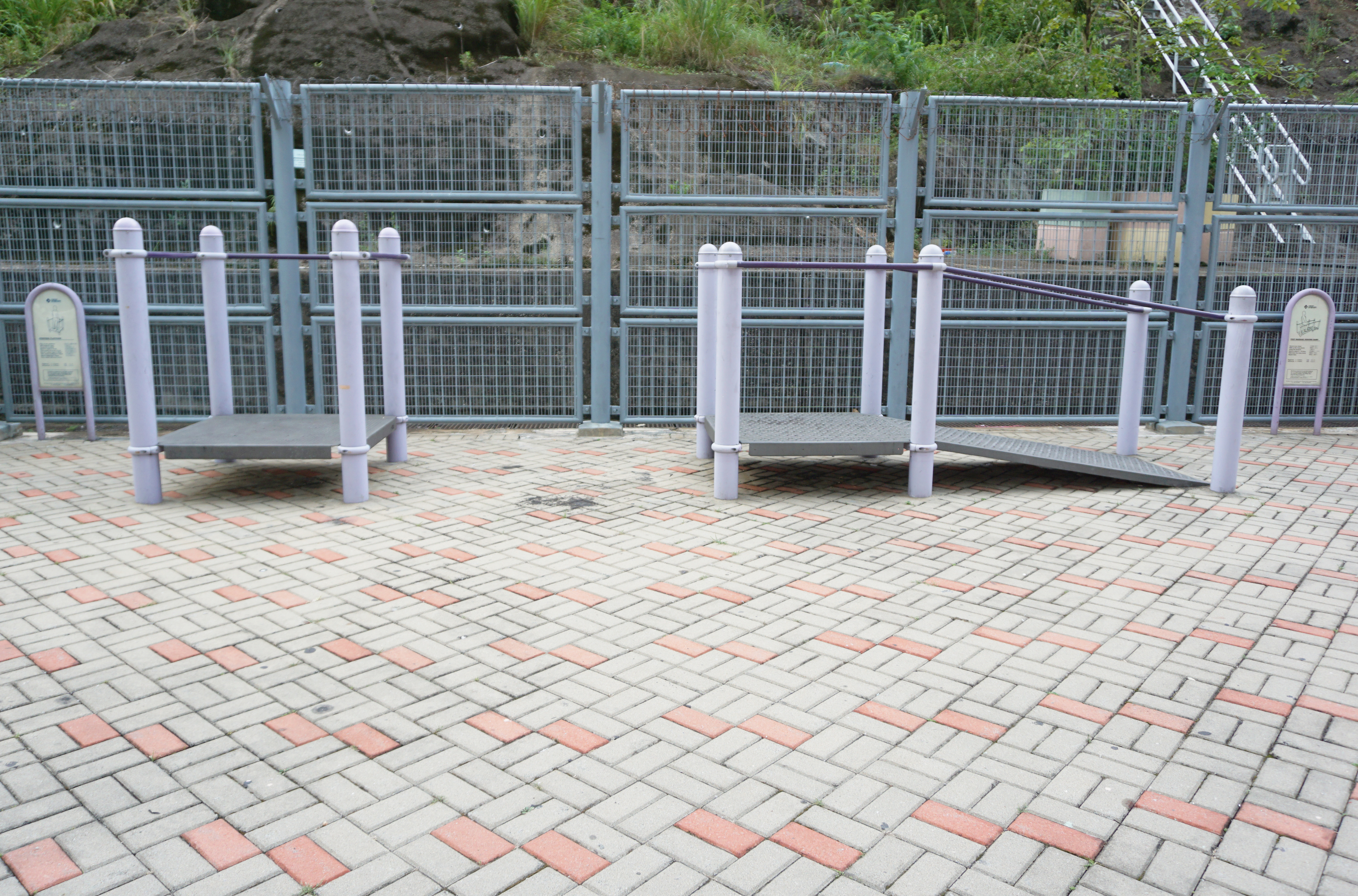
健體區（3）

店舖
第一代梨木樹邨
- 第二座：天寶茶餐廳、景泰中醫診所、明泰辦館、家家頌麵包、安祥中西藥行、張月英醫務所、郭任達醫務所
- 第四座：南美麵包、永生書局、東尼理髮、金都辦館、源泰辦館、光興行石油氣
- 第七座：房屋署辦事處、劉健生醫務所、黃壽雄醫務所、偉昌書局、匯豐銀行、渣打銀行、金城銀行、青春攝影
- 第八座：立基幼稚園、小童群益會
- 第九座：南華茶餐廳、良記粥店、榮興隆辦館、李鴻記五金、裕承隆雜貨、枝記辦館、梨木樹酒家（獨棟）
- 第十座：金城辦館、溫莎麵包、金記五金、新華洗衣舖、順寧藥房
- 第十一座：牙科診所、藍塘麵包、文星書局、新祥興電業、理髮店
- 第十二座：國記粥店、金輪茶餐廳、屈榕昆醫務所、長和中西藥行
- 巴士站：特色快餐店、愛麗華酒樓、九巴茶水站、惠康超級市場、大昌食品市場
- 大排檔：復成粉麵專家、一定好粥麵

現時
- 第二座：天寶茶餐廳、景泰中醫診所、日本城、青春攝影、溫莎麵包、裕榮豐雜貨、安祥中西藥行、張月英醫務所、郭任達醫務所、糧善關愛坊
- 第四座：業興五金、東尼理髮、恆為、金都辦館、源泰辦館、明記南貨、新祥興電業、樂頤匯
- 梨木樹商場地下：梨木樹酒家（舊稱：龍華閣海鮮酒家）、零食家族、利豐零食、日本城、八方社、卓祺文具、豐盛體育用品、中國銀行（香港）、匯豐銀行自動櫃員機
- 梨木樹商場一樓：綠園茶餐聽、君豪食軒、四季餐廳、大家樂、波仔、759阿信屋、卡爾文具、萬寧、屈臣氏、惠康超級市場、茶飯號、韓堡、粵品川
- 街市：越泰軒、南美麵包、太子美食坊、昭和元年

## 邨內及鄰近學校

### 中學
- 可風中學（嗇色園主辦）
- 聖公會李炳中學

### 小學
- 梨木樹天主教小學
- 聖公會主愛小學（梨木樹）
- 嗇色園主辦可信學校

### 幼稚園及幼兒園
- 救世軍梨木樹幼兒學校[23]（1971年創辦；位於梨木樹邨楊樹樓B及C翼地下）
- 保良局志沛幼稚園暨幼兒園[24]（1976年創辦；位於梨木樹邨第2座2樓）[註 5]
- 羅氏信託基金世德幼稚園（梨木樹）[25]（2005年創辦；位於梨木樹邨翠樹樓地下）

已結束
神召會麥嘉倫紀念幼稚園（2005年創辦；位於梨木樹邨榮樹樓地下）
- 中華基督教會基理小學
- 香港佛教聯合會主辦李澤甫紀念學校
- 梨木樹禮賢會小學
- 道慈佛社楊日霖紀念學校（遷往天水圍天慈邨鄰近校舍；但不在屋邨範圍內）
- 迦南幼稚園（梨木樹）
- 聖光幼稚園（梨木樹分校）
- 保良局羅氏信託基金學校（1998年遷往元朗公園南路，並易名「保良局羅氏信託學校」[27]）
- 立基幼稚園
- 榮光幼稚園
- 嘉欣幼稚園（位於梨木樹邨5座地下）

## 外景場地
- 1976年，邵氏電影《老夫子》當中《迫巴士》的一節，以梨木樹邨外和宜合道北行的位置作為拍攝背景，在城門隧道通車前，該位置只設九龍巴士32線中途站，電影中的九巴巴士站及中巴102線巴士純屬佈景安排[28]。
- 1980年代無綫電視電視劇集，由馮粹帆、任達華、莊靜而、王書麒主演的《為人師表》，以可風中學作實境拍攝，並以梨木樹邨第七座山坡及樓梯作為拍攝背景。
- 香港電視網絡的開台大戲，由鮑起靜、夏雨、黃日華、唐寧主演的《歲月樓情》，以梨木樹邨第五座高層一單位作實境拍攝，而劇中主要場景都在邨內。

## 區議會議席分布
| 年度／範圍     | 年度／範圍                               | 2000－2003   | 2004－2007   | 2008－2011   | 2012－2015   | 2016－2019   | 2020－2023   |
| -------------- | ---------------------------------------- | ------------ | ------------ | ------------ | ------------ | ------------ | ------------ |
| 梨木樹（二）邨 | 第1－6座、柏樹樓以及榕樹樓               | 梨木樹西選區 | 梨木樹西選區 | 梨木樹西選區 | 梨木樹西選區 | 梨木樹西選區 | 梨木樹西選區 |
| 梨木樹（二）邨 | 竹樹樓、松樹樓以及葵樹樓                 | 梨木樹東選區 | 梨木樹東選區 | 梨木樹東選區 | 梨木樹東選區 | 梨木樹東選區 | 梨木樹東選區 |
| 梨木樹（一）邨 | 楊樹樓                                   | 梨木樹東選區 | 梨木樹西選區 | 梨木樹西選區 | 梨木樹西選區 | 梨木樹西選區 | 梨木樹西選區 |
| 梨木樹（一）邨 | 桃樹樓                                   | 梨木樹東選區 | 梨木樹東選區 | 梨木樹西選區 | 梨木樹西選區 | 梨木樹西選區 | 梨木樹西選區 |
| 梨木樹（一）邨 | 楓樹樓                                   | 梨木樹東選區 | 梨木樹東選區 | 梨木樹東選區 | 梨木樹東選區 | 梨木樹西選區 | 梨木樹西選區 |
| 梨木樹邨       | 榮樹樓、翠樹樓、康樹樓、樂樹樓以及健樹樓 | 尚未落成     | 梨木樹東選區 | 梨木樹東選區 | 梨木樹東選區 | 梨木樹東選區 | 梨木樹東選區 |

## 知名住客
- 梁卓文：前食物環境衞生署署長，曾經居於第1座4樓。
- 郭家麒：前香港立法會議員，曾經居於已拆卸的第8座。
- 陳秀雯、陳加玲姊妹：香港藝人，曾經居於已拆卸的第9座7樓。
- 張文慈：香港藝人，曾經居於已拆卸的第8座。
- 劉鳳屏：香港藝人，曾經居於已拆卸的第10座。
- 羅嘉良：香港藝人，曾經居於第3座[30]。
- 盧均宜：香港足球代表隊隊員，現效力標準流浪，香港足球先生（2011/2012 年度球季）。
- 沈卓盈：香港藝人，曾經居於第3座。
- 文詠珊：香港藝人，曾經居於第5座。
- 葉珮珊：英國廣播公司記者，曾經居於第5座。
- 賴文輝：前象石區議員，香港足球史學會前副會長，曾經居於已拆卸的第9座。
- 黃家華：當區前區議員，曾經居於第5座。
- 伍月蘭：美孚中區議員，曾經居於已拆卸的第13座。
- 王夢貞：香港著名皮膚專科醫生。
- 楊慧敏：2019年度香港小姐競選參賽者[31]。
- 潘嘉德：前無綫電視劇集監製
- 江熚生：Mirror成員

## 重大事件

### 可風中學校門女屍案
1982年某天清晨，一名清潔工人在可風中學校門外斜路，一個紅白藍膠袋內發現一具赤裸女屍。警方列為兇殺案處理，並曾在電視節目《警訊》中懸紅輯兇，惟兇案至今仍未偵破。

### 男童被繼母買兇斬傷案
2005年8月25日傍晚，7歲男童岑浩賢（賢仔）補習後由祖母接返家途中，在第5座對出馬路遭其繼母孔敏儀透過前男友買兇的刀手斬傷右手。岑浩賢經手術後康復情況理想，他與祖母獲安排調遷到區外公屋單位展開新生活。其後繼母被重判入獄12年。

### 四貓分屍案
2013年10月5日晚上9時左右，保安員巡經第三座時，發現小巷有四具貓屍，並懷疑是被人虐殺。

### 區外人士深夜集結清理區內連儂牆
2020年1月8日午夜12時許，約50名操不純正廣東話的區外人士手持鐵剷、棍棒、高壓水槍等物件於梨木樹巴士總站近連儂牆集結，並與區內居民發生衝突。之後，連儂牆上所有文宣均被清理。有居民受到襲擊，指團伙中有人手持伸縮警棍，因此懷疑有警員參與其中，但警方僅列作糾紛處理，沒有拘捕任何人。荃灣區議會象石選區區議員賴文輝批評警方包庇滋事者，還對在場居民高舉胡椒噴霧。最後，警方更護送清理者乘坐的士，離開梨木樹邨。

### 反對設立檢疫診所集會
2020年2月9日晚上8時許，邨內有多名居民巡遊一圈，並高叫口號，表示反對將伍若瑜夫人健康院設為2019冠狀病毒病檢疫診所。9時許，區議員陳琬琛呼籲居民簽名，並指已收集逾千個居民簽名，促請政府撤回決定，同時批評政府在選址前沒有諮詢地區意見。及後，有大約40名防暴警察進入邨內截查居民。

## 外部連結
- 新廈Guide（51）-梨木樹邨重建第3及4期（页面存档备份，存于）
- 香港房屋委員會梨木樹（一）邨資料（页面存档备份，存于）
- 香港房屋委員會梨木樹（二）邨資料（页面存档备份，存于）
- 香港房屋委員會梨木樹邨資料（页面存档备份，存于）
- 梨木樹邨公共運輸交匯處（页面存档备份，存于）